# 3687 Dzus
3687 Dzus este un asteroid din centura principală, descoperit pe 7 octombrie 1908 de August Kopff.